# Avnillah
La Avnillah è stata una corvetta a casamatta, poi riclassificata cannoniera, della Marina dell'impero ottomano.
Varata nel 1869 nei cantieri navali Thames Ironworks & Shipbuilding Co., Londra. Era propulsa da un motore a vapore da 2400 hp e raggiungeva una velocità massima di 12 nodi.

## Progetto
La nave venne costruita come corazzata a casamatta, e nel 1904 ricostruita a Genova dalla Ansaldo. Dotata di cannoni da 152mm come armamento principale era obsoleta allo scoppio della guerra italo-turca, dove contava su un equipaggio di 389 uomini.

## Storia
La nave svolse il suo servizio nel Mediterraneo con la marina turca, e anche dopo la ricostruzione aveva uno scarso valore militare; pertanto venne dislocata in Libano dove la si riteneva al di fuori del teatro di operazioni, dove però gli incrociatori corazzati Garibaldi e Ferruccio il 24 febbraio 1912, in un'azione congiunta la affondarono insieme alla torpediniera Angora nel porto di Beirut; il relitto in fiamme dopo il cannoneggiamento venne finito da un siluro il mattino dopo.